# Amerika-Schlangenhalsvogel

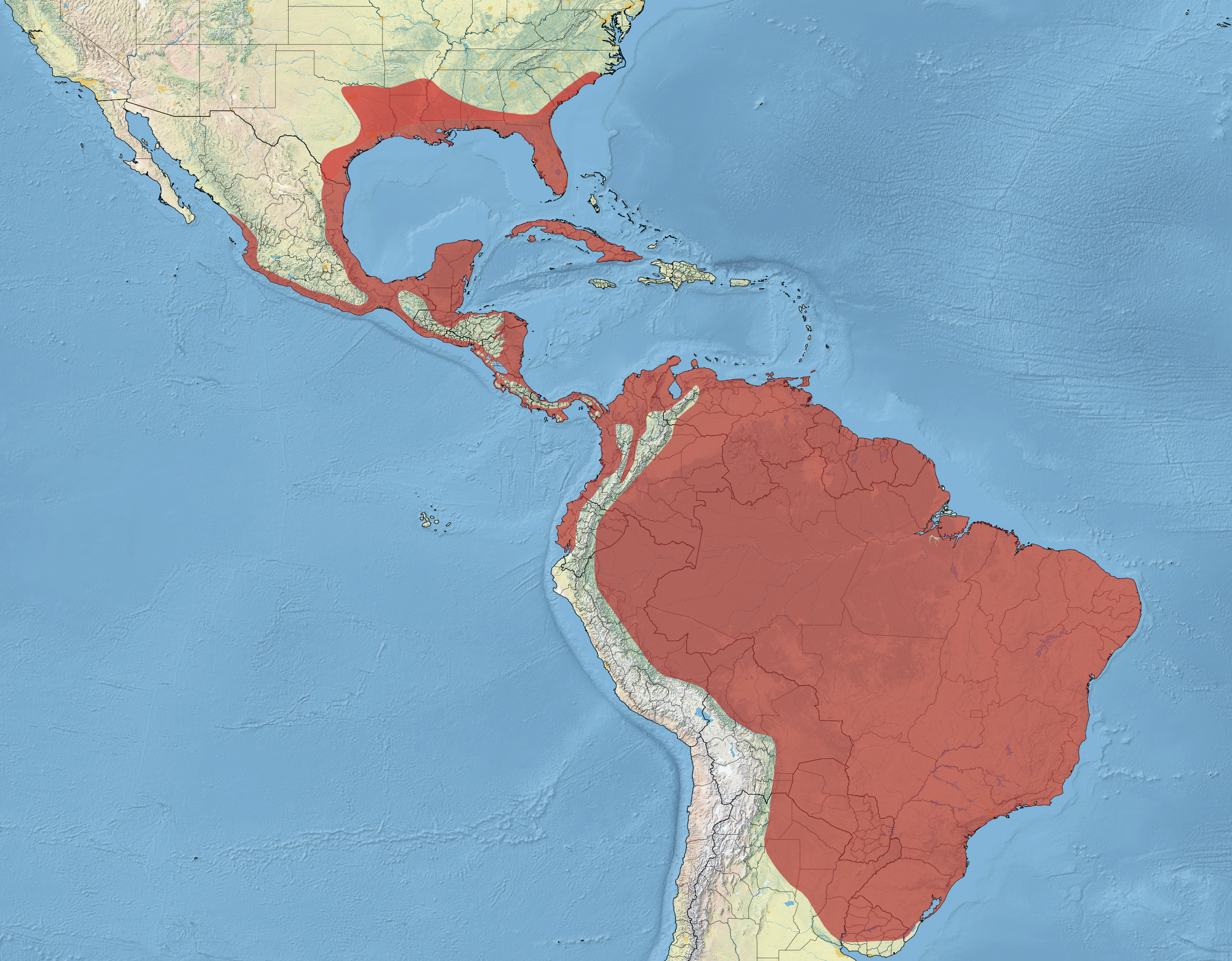
Verbreitungsgebiet

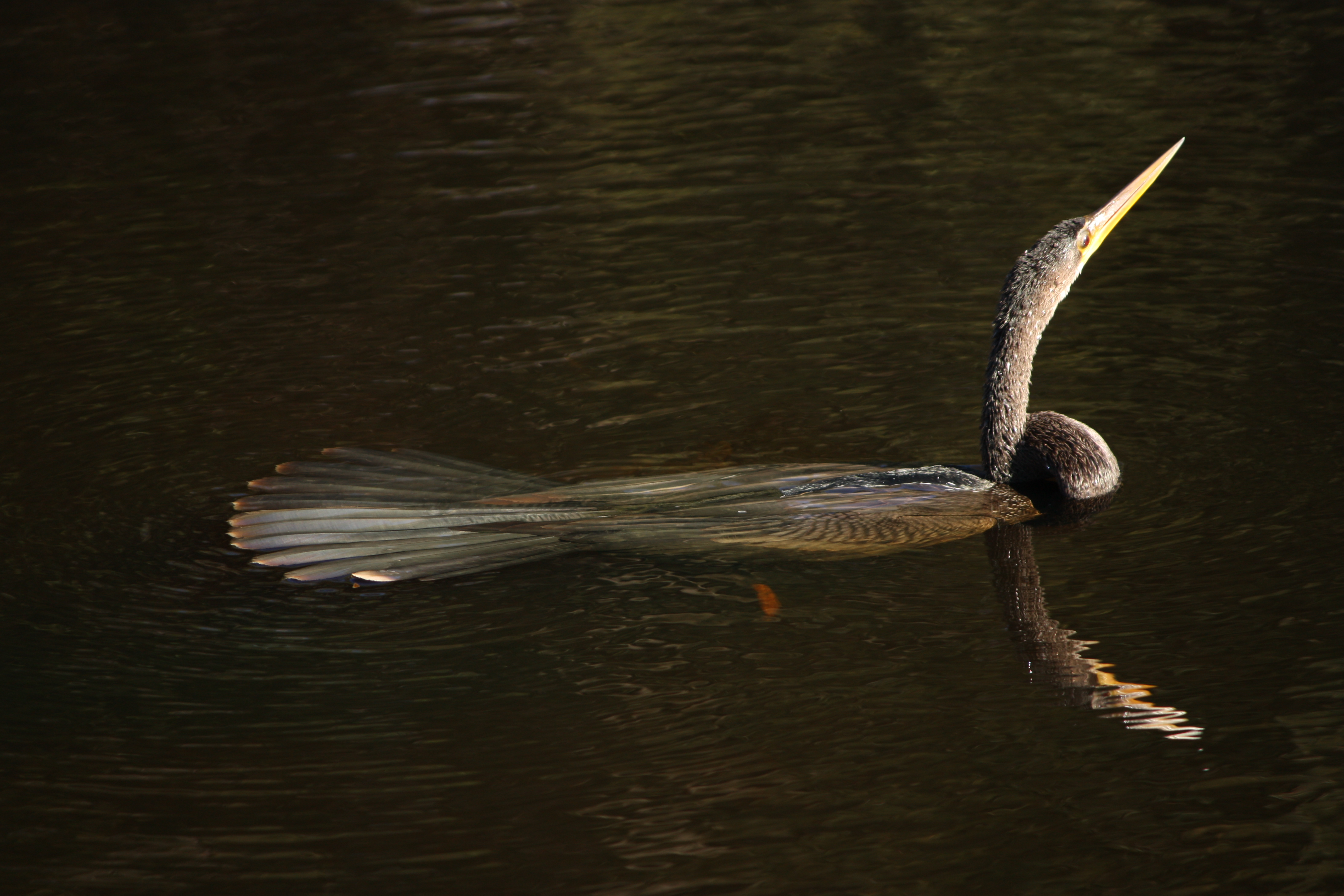
Schwimmender männlicher Amerika-Schlangenhalsvogel

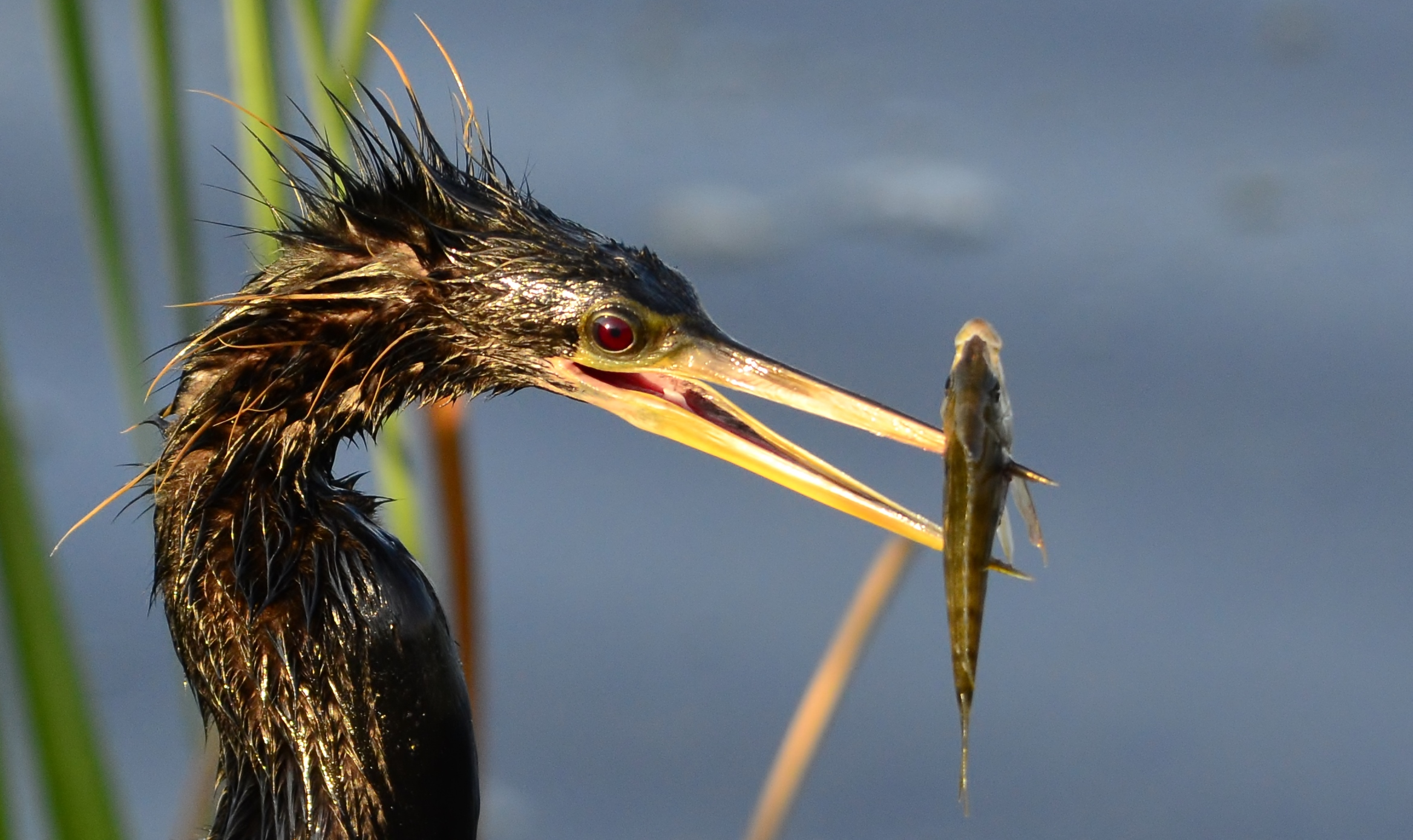
Amerika-Schlangenhalsvogell mit Fisch

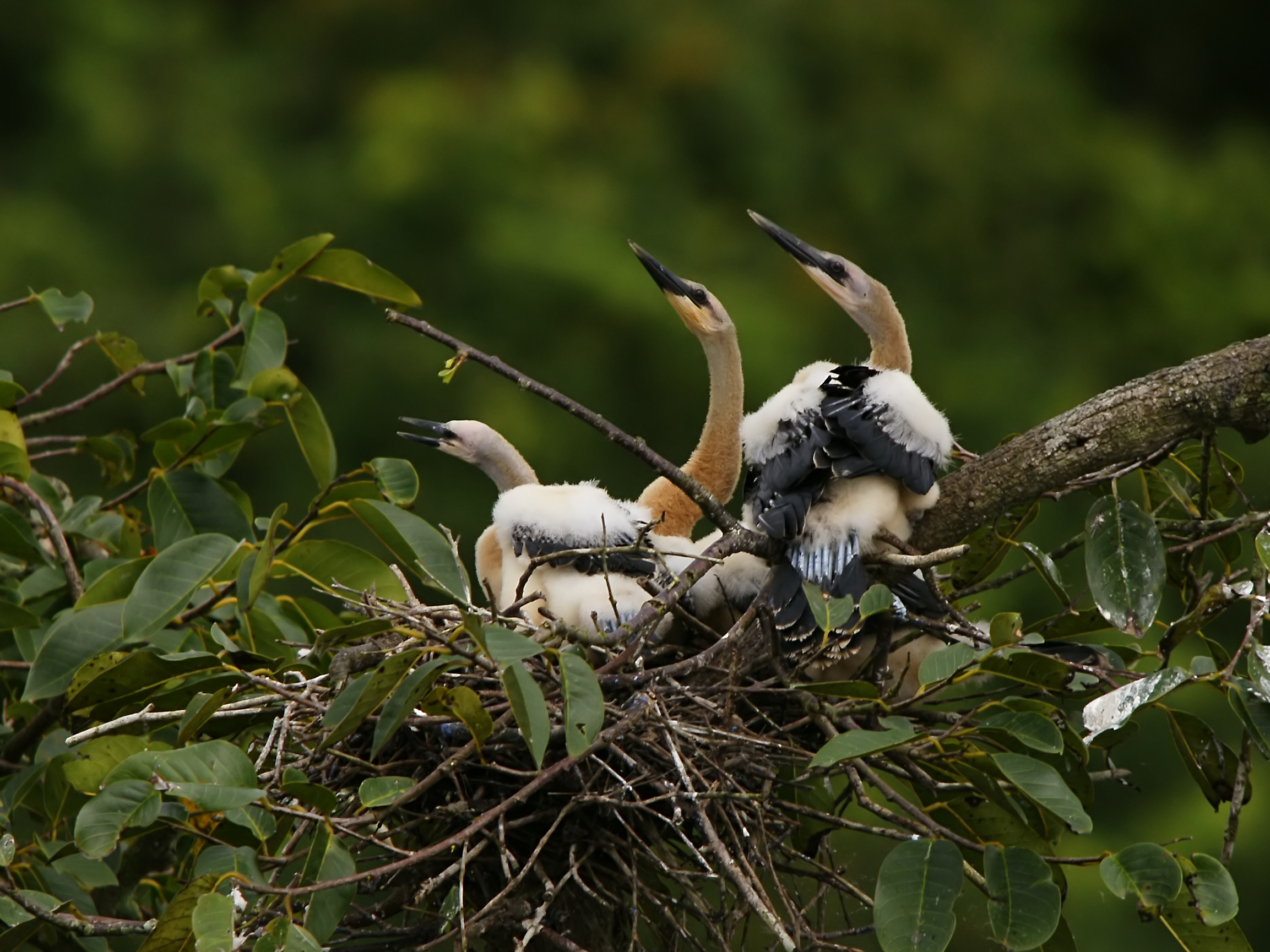
Jungvögel

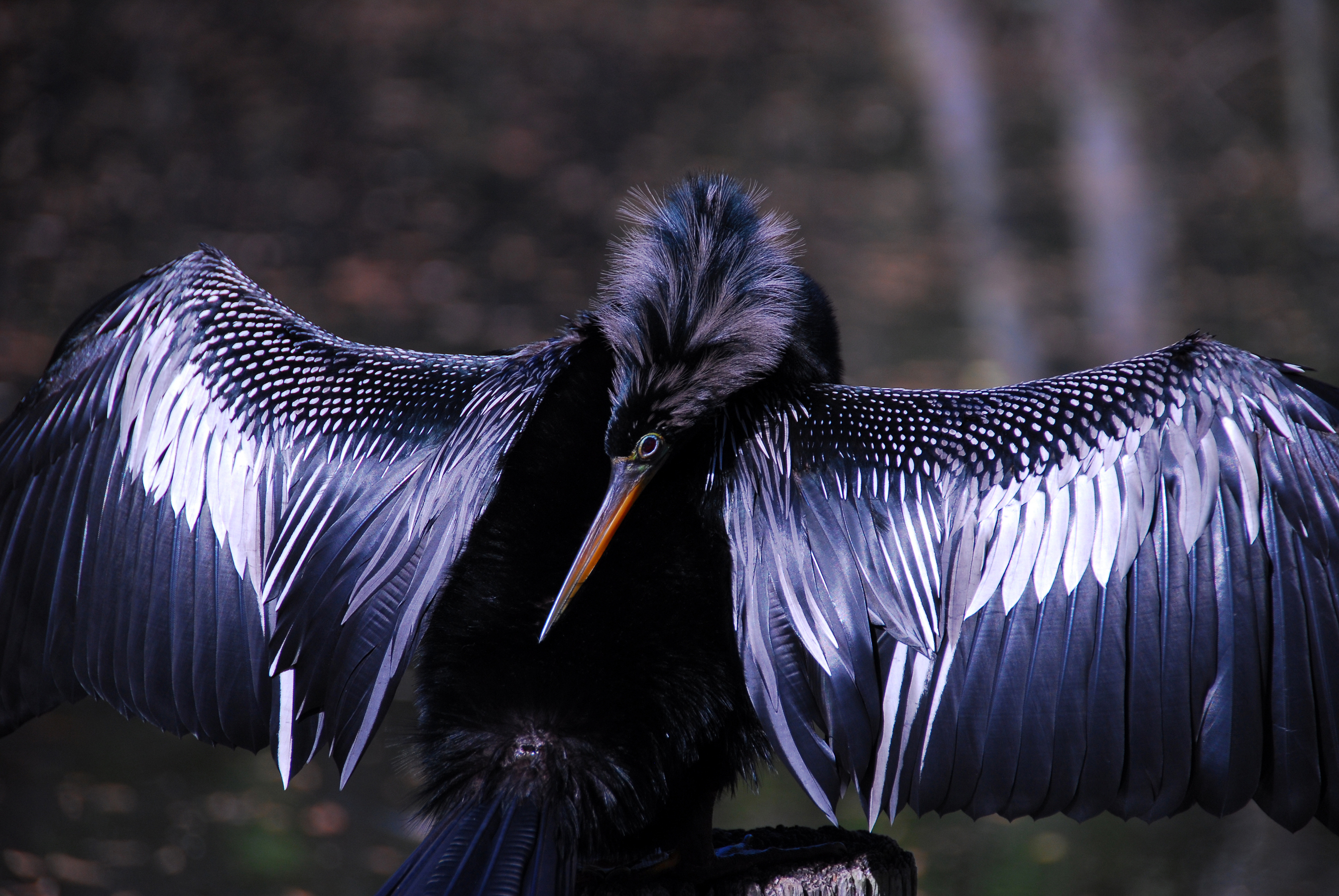
Sich trocknender männlicher Amerika-Schlangenhalsvogel

Der Amerika-Schlangenhalsvogel (Anhinga anhinga) oder Amerikanischer Schlangenhalsvogel ist eine vergleichsweise häufige Vogelart aus der Ordnung Suliformes. Die Art kommt in zwei Unterarten auf dem amerikanischen Doppelkontinent vom Südosten der USA über Mittelamerika und Amazonien bis in den Norden Argentiniens. Die größte Ähnlichkeit besteht zu den Kormoranen (Phalacrocoracidae).
Obwohl die IUCN allgemein einen Bestandsrückgang für diese Art feststellt, gilt sie auf Grund ihres sehr großen Verbreitungsgebietes und des nur allmählichen Rückgangs als nicht gefährdet (least concern).

## Erscheinungsbild und Lautäußerungen
Ausgewachsen erreicht der Amerika-Schlangenhalsvogel eine Körperlänge von etwa 85 Zentimeter, einer Flügelspanne von durchschnittlich 1,4 Meter und wiegt dann 1.350 Gramm. Der Schnabel ist schlank und spitz zulaufend. Er ist etwa doppelt so lang wie der Kopf. Schnabel und Schwimmhäute sind gelb. Es handelt sich beim Amerika-Schlangenhalsvogel insgesamt um einen dunkelgefiederten Fischfresser mit einem sehr langen Hals. Häufig schwimmt er so, dass nur der Hals und der Kopf über dem Wasser sichtbar sind. Weibchen unterscheiden sich von den Männchen durch ihren graubraunen Hals und Kopf. Jungvögel gleichen den Weibchen, sind aber insgesamt matter gefärbt.
Amerika-Schlangenhalsvögel geben nur wenige Lautäußerungen von sich. Von aufgebäumten Amerika-Schlangenhalsvögeln ist gelegentlich Schnabelklicken zu hören.
Die Flügel des Amerika-Schlangenhalsvogels sind breit und ermöglichen kräftige und fördernde Flügelschläge, die sich mit längeren Gleitphasen abwechseln. Der lange Schwanz wird im Fluge ausgefächert, was in den USA zu der Bezeichnung water turkey („Wassertruthahn“) geführt hat.
Die Beine setzen weit hinten am Körper an. Alle vier Zehen sind mit breiten Schwimmhäuten verbunden. Auf dem Land bewegen sie sich eher unbeholfen fort und breiten dabei die Flügel aus, um die Balance zu halten. Im Wasser bewegen sie sich wie Kormorane: beim Schwimmen mit abwechselnd paddelnden Füßen, beim Tauchen mit gleichzeitig und parallel antreibenden Füßen, wobei die Flügel fast ganz angelegt sind. Tauchgänge dauern 30 bis 60 Sekunden.
Verwechselungsmöglichkeiten bestehen mit der Ohrenscharbe, der einzigen Kormoranart Nordamerikas, die eine ähnliche Körpergröße und Färbung hat. Die beiden Arten können jedoch anhand ihrer Schwänze und ihrer Schnäbel unterschieden werden. Der Schwanz des Amerika-Schlangenhalsvogels ist breiter und deutlich länger als der der Ohrenscharbe. Der Schnabel des Amerika-Schlangenhalsvogels ist spitz während der Schnabel der Ohrenscharbe hakenförmig ist.

## Verbreitung
Der Amerika-Schlangenhalsvogel lebt in den wärmeren Regionen Nord- und Südamerikas.
Während der Brutzeit ist er in baumbestandenen Sümpfen, an Seen, an langsam fließenden Flüssen und in Mangroven anzutreffen. Die höchste Bestandsdichte in den Vereinigten Staaten weisen Florida, Louisiana und der Südosten Georgias auf. Ursprünglich brüteten Amerika-Schlangenhalsvögel in einer Region, die auch die US-amerikanischen Bundesstaaten Oklahoma, Illinois, Missouri, Missouri und Kentucky umfasste. In Nordamerika sind die am weitesten im Norden lebenden Vertreter dieser Art Zugvögel. Sie verlassen ihre Brutgebiete im Oktober und kehren im März zurück. Die größten Konzentrationen Amerika-Schlangenhalsvögel auf dem Gebiet der Vereinigten Staaten findet man im Winterhalbjahr in Florida.
Als Irrgäste werden sie vereinzelt auch weit außerhalb ihres normalen Verbreitungsgebiets beobachtet. Amerika-Schlangenhalsvögel wurden bereits in den US-amerikanischen Bundesstaaten Pennsylvania und Wisconsin beobachtet.

## Lebensweise
Das Gefieder des Amerika-Schlangenhalsvogels ist nicht wasserfest durch Öle wie etwa bei den Enten. Es kann so nass werden, dass er dann kaum noch schwimmfähig ist und Probleme hat, sich in die Luft zu erheben. Diese Gefiedereigenschaft erlaubt ihm jedoch auch, sehr gut tauchen zu können und unter Wasser nach Fischen zu jagen. Nach der Jagd trocknet der Amerika-Schlangenhalsvogel ähnlich dem Kormoran, indem er mit ausgebreiteten Flügeln in der Sonne sitzt. Sehr häufig kann man diese Vogelart dabei beobachten, wie er gemeinsam mit anderen Vertretern seiner Art nach Fischen jagt.

## Unterarten
Es werden zwei Unterarten unterschieden:
- Die Nominatform A. a. anhinga (Linnaeus, 1766)[9] lebt östlich der Anden in Südamerika und kommt außerdem auf den Inseln Trinidad und Tobago vor. Sie ist die größere der beiden Unterarten.
- A. a. leucogaster (Vieillot, 1816)[10]  kommt im Südosten der Vereinigten Staaten, in Mexiko, auf Kuba und Grenada vor.

## Etymologie und Forschungsgeschichte
Die Erstbeschreibung des Amerika-Schlangenhalsvogels erfolgte 1766 durch Carl von Linné unter dem Namen Plotus anhinga. Als Verbreitungsgebiet gab er Südamerika an. 1760 führte Mathurin-Jacques Brisson die für die Wissenschaft neue Gattung Anhinga ein.  Der Gattungs- und Artname haben ihren Ursprung in der Tupí-Sprachen und bedeutet dort kleiner Kopf, für einen bösen Geist der Wälder, den Teufelsvogel. Leucogaster ist ein Wortgebilde aus dem λευκός leukós, deutsch ‚weiß‘ und γαστήρ, γαστρός gastḗr, gastrós, deutsch ‚Bauch‘. Anhinga anhinga minima van Rossem, 1939 wird heute als Synonym zu A. a. leucogaster betrachtet. Félix de Azara verwendete den Trivialnamen Zaramagullone del chorreado. Alfred Laubmann hatte für sein Werk Die Vögel von Paraguay zwei Bälge, gesammelt von Eugen Josef Robert Schuhmacher (1906–1973) und Michael Mathias Kiefer (1902–1980) in Anta Quera am Río Paraguay während der „Gran-Chaco-Expedition“, zur Verfügung. Er sah in den Bälgen keinen Unterschied zu Nominatform. Im Magen der Exponate befanden sich Fisch- und Pflanzenreste.

## Parasiten
Der Amerika-Schlangenhalsvogel ist Typuswirt des Pankreasegels Diasiella diasi.

## Einzelbelege
1. ↑   BirdLife Eintrag für Amerika-Schlangenhalsvogel, aufgerufen am 14. Mai 2015
2. ↑  David Allen Sibley: The Sibley Field Guide to Birds of Eastern North America. Alfred A. Knopf, New York 2003, ISBN 0-679-45120-X, S. 45 (englisch).
3. ↑  David S. Maehr, H.W. Kale, Herbert W. Kale, II: Florida's Birds: A Field Guide and Reference. Pineapple Press Inc, 2005, ISBN 1-56164-335-1, S. 33, 38 (englisch).
4. 1 2 3   Jonathan Alderfer (Hrsg.): Complete Birds of North America, National Geographic, Washington D.C. 2006, ISBN 0-7922-4175-4. S. 108
5. ↑  Roger Tory Peterson: A Field Guide to the Birds of Texas. Houghton Mifflin Harcourt, 1998, ISBN 0-395-92138-4, S. 130 (englisch).
6. ↑  Gerald M. McWilliams, Daniel W. Brauning: Birds of Pennsylvania. Cornell University Press, 1999, ISBN 978-0-8014-3643-7, S. 43 (englisch).
7. ↑  Samuel D. Robbins: Wisconsin Birdlife: Population and Distribution Past and Present. University of Wisconsin Press, 1991, ISBN 978-0-299-10260-9, S. 127–128 (englisch).
8. 1 2  Emmet Reid Blake: Birds of Mexico: a guide for field identification. University of Chicago Press, 1953, ISBN 0-226-05641-4, S. 151–152 (englisch).
9. 1 2  Carl von Linné (1766), S. 218–219.
10. ↑  Louis Pierre Vieillot (1816), S. 545.
11. ↑  Mathurin-Jacques Brisson (1760), Band 1 S. 60, Band 6 S. 476.
12. ↑  Anhinga The Key to Scientific Names Edited by James A. Jobling
13. ↑  leucogaster in The Key to Scientific Names Edited by James A. Jobling
14. ↑  Adriaan Joseph van Rossem (1939), S. 439
15. ↑  Félix de Azara (1805), S. 399–403.
16. ↑  Alfred Laubmann (1939), S. 67.
17. ↑  Sandie King, Tomáš Scholz: Trematodes of the family Opisthorchiidae: a minireview. In: The Korean Journal of Parasitology. Band 39, Nr. 3, 2001, ISSN 0023-4001, S. 209–221, doi:10.3347/kjp.2001.39.3.209, PMID 11590910 (parahostdis.org).